# 曹庄镇 (临沭县)
曹庄镇，是中华人民共和国山東省临沂市临沭县下辖的一个乡镇级行政单位。

## 行政区划
曹庄镇下辖以下地区：
曹庄西社区、郭庄村、黄庄村、朱村、马庄村、前店子村、后店子村、华桥村、文家埠村、旺南庄村、岭南头村、曹庄东村、郭疃村、大哨村、新华村、王疃村、常林村、新庄村、河口村和山前村。